# SpeedCar Series
Серия СпидКар (англ. SpeedCar Series) — зимний автогоночный чемпионат в классе кузовных автомобилей, проводившийся в странах Азии. Серия SpeedCar получила прозвище «Азиатский НАСКАР», поскольку болиды серии внешне были очень похожи на американские сток-кары. Первоначально серия рассматривалась в качестве «гонок поддержки» для зимней формулической серии GP2 Asia, однако участие в СпидКаре множества знаменитых экс-пилотов Формулы-1 (Джонни Херберт, Джанни Морбиделли, Жак Вильнёв, Алекс Йонг, Юрки Ярвилехто, Витантонио Льюцци, Жан Алези и др.) сделало серию SpeedCar не менее популярной, чем GP2 Asia.
Дебютная гонка серии прошла 25 января 2008 года в Дубае (ОАЭ).
Поскольку большинство этапов проходило в мусульманских странах (ОАЭ, Бахрейн, Катар, Малайзия), гонки проводились в пятницу и субботу, а не в субботу и воскресенье.
Первым чемпионом СпидКара стал экс-пилот Формулы-1 Джонни Херберт.
2-й чемпионат в истории SpeedCar, в отличие от первого, проходил в конце предыдущего (2008) и начале следующего (2009) годов, также, как например, кубок мира A1 Grand Prix.
В сезоне 2008/2009 чемпионом стал другой экс-пилот Ф-1 Джанни Морбиделли.
30 июня 2009 г. объявила о прекращении своего существования .

## Гоночный формат
Каждый гоночный уик-энд состоял из двух дней.
День 1:
- Официальная практика
- Квалификация
- Гонка 1

День 2:
- Warm up
- Гонка 2

Дистанция каждой гонки: 90 миль или 45 минут.

## Спецификация автомобилей
- Рабочий объём двигателя: 6,2 л
- КПП: 4-ступенчатая
- Масса: 1300 кг без гонщика и топлива
- Мощность: 620 л.с. = 463 кВт
- Вращающий момент: 680 Н·м
- Топливо: неэтилинированный бензин

## Чемпионы
| Год       | Чемпион           | Вице-чемпион   | Бронзовый призёр  |
| --------- | ----------------- | -------------- | ----------------- |
| 2008      | Джонни Херберт    | Давид Террьен  | Уве Альцен        |
| 2008/2009 | Джанни Морбиделли | Джонни Херберт | Витантонио Лиуцци |